# Волфганг Хайнрих Вилхелм фон Мандершайд-Кайл
Волфганг Хайнрих Вилхелм фон Мандершайд-Кайл (на немски: Wolfgang Heinrich Wilhelm Graf von Manderscheid-Kayl; * 29 юни 1678; † 17 юли 1742) е граф на Мандершайд, господар в Кайл в Рейнланд-Пфалц.

## Произход
Той е най-малкият син (от 12 деца) на граф Херман Франц Карл фон Мандершайд-Кайл († 1686) и съпругата му вилд и рейнграфиня Мария Агата фон Кирбург (1641 – 1691), дъщеря на граф и вилд-рейнграф Георг Фридрих фон Салм-Кирбург (1611 – 1681) и графиня Анна Елизабет фон Щолберг-Ортенберг (1611 – 1671), дъщеря на граф и вилд-рейнграф Георг Фридрих фон Салм-Кирбург (1611 – 1681) и графиня Анна Елизабет фон Щолберг-Ортенберг (1611 – 1671).

## Фамилия
Волфганг Хайнрих Вилхелм се жени за графиня Мария Анна фон Валдбург-Цайл (* 6 май 1696; † 20 февруари 1762), графиня, имперска наследствена трухсесин, дъщеря на граф Йохан Кристоф фон Валдбург-Цайл-Траухбург (1660 – 1720) и графиня Мария Франциска Елизабет фон Монфор (1668 – 1726), дъщеря на граф Йохан VIII фон Монфор-Тетнанг (1627 – 1686) и графиня Мария Катарина фон Зулц (1630 – 1686). Те имат една дъщеря:
- Мария Франциска Изабела Максимилиана фон Мандершайд-Кайл (* 1723; † 19 януари 1739), омъжена за граф Йохан Вилхелм фон Мандершайд-Бланкенхайм и Геролщайн, фрайхер цу Юнкенрат, Долендорф, Мерфелд, Кроненбург, Бетинген, Хайщарт и Шюлер (* 14 февруари 1708; † 2 ноември 1772), син на граф Франц Георг фон Мандершайд-Бланкенхайм и Геролщайн фрайхер цу Юнкерат (1669 – 1731) и Мария Йохана фон Кьонигсег-Ротенфелс (1679 –1755).